# Ruine Werberg
Die Ruine Werberg ist der Rest einer Schutzburg des Klosters Fulda aus dem 13. Jahrhundert. Die Burgstelle liegt im Landkreis Bad Kissingen in der unterfränkischen Gemeinde Wildflecken in Bayern, Deutschland.

## Geographische Lage
Die Spornburg stand auf dem sogenannten Burgfelsen bei 530 m ü. NN nahe der heutigen Wüstung Werberg im Truppenübungsplatz Wildflecken. Da sich die Ruine in einem Sperrgebiet befindet, kann sie nur in Ausnahmefällen besichtigt werden, etwa während der Volkswandertage am letzten Juliwochenende bei entsprechender Routenführung, zuletzt im Jahr 2022.

## Geschichte
Im Jahr 1260 wird Werberg erstmals indirekt genannt. In einer Urkunde ist von einem „Fridericus de Werberg“ die Rede. Gebaut wurde die Burg zum Schutz Fuldas gegen würzburgische Einfälle und das Raubrittertum. Die Burg war bis 1403 Amtssitz im Amt Werberg.
Zwei Belagerungen der Burg sind bekannt: Hermann von Henneberg eroberte die Burg im Jahre 1351, ehe Fürstabt Heinrich von Fulda sie 1403 zurückeroberte, nachdem die Burg unter den Hutten zu einer Raubritterburg verkommen war. Da Raubzüge trotz Friedensschluss nicht unterblieben, wurde die Burg 1444 durch den Würzburger Bischof Gotfrid von Limburg zerstört. Bei mindestens einer Belagerung kam eine Blide zum Einsatz.
Heute ist die Burgruine als Baudenkmal D-6-72-163-36 „Burgruine Werberg, Mauerreste einer ehemaligen Burganlage zum Schutz der fuldischen Grenzgebiete, errichtet wohl 1327, Zerstörung 1444“ sowie als Bodendenkmal D-6-5624-0023 „Untertägige Teile der spätmittelalterlichen Burgruine Werberg“ vom Bayerischen Landesamt für Denkmalpflege erfasst.
Übriggeblieben sind von der Burg nur noch rund 1,5 Meter hohe Mauerreste und ein Halsgraben.